# Parasite (film, 2019)
Vous lisez un « bon article » labellisé en 2022.
Pour les articles homonymes, voir Parasite.
Pour plus de détails, voir Fiche technique et Distribution.
Parasite (기생충, RR : Gisaengchung) est un film sud-coréen coécrit et réalisé par Bong Joon-ho, sorti en 2019. Coécrit par Han Jin-won, le film met en vedette les acteurs Song Kang-ho, Lee Sun-kyun, Cho Yeo-jeong, Choi Woo-shik, Park So-dam, Jang Hye-jin et Lee Jung-eun. Il met en scène les membres d'une famille pauvre qui élaborent un stratagème pour être employés par une famille riche et infiltrer son foyer en se faisant passer pour des personnes hautement qualifiées, sans lien de parenté.
Parasite est présenté en compétition officielle au Festival de Cannes 2019, où il remporte la Palme d'or à l'unanimité du jury. Il est le premier film sud-coréen à obtenir cette récompense. Il sort ensuite en Corée du Sud le 30 mai 2019, distribué par CJ Entertainment. Le film est considéré par de nombreux critiques comme le meilleur film de 2019 et l'un des meilleurs du XXIe siècle. Il rapporte plus de 263 millions de dollars dans le monde pour un budget de 15,5 millions de dollars.
Parmi ses nombreuses récompenses figurent quatre prix de premier plan lors de la 92e cérémonie des Oscars : meilleur film, meilleur réalisateur, meilleur scénario original et meilleur film international. Parasite devient ainsi le premier film sud-coréen et, plus largement, le premier film non anglophone à remporter l'Oscar du meilleur film. Il est aussi l'un des quatre films à avoir remporté à la fois la Palme d'or et l'Oscar du meilleur film, une première en plus de 60 ans. Le film obtient le Golden Globe du meilleur film en langue étrangère et le BAFTA du meilleur film en langue étrangère, et devient le premier film non anglophone à remporter le Screen Actors Guild Award de la meilleure distribution. Une série télévisée, dont l'action se déroule autour des événements du film, est en cours de développement.

## Synopsis
Ki-taek, sa femme Chung-sook, leur fils Ki-woo et leur fille Ki-jung sont sans emploi et vivent entassés dans un appartement insalubre en sous-sol. Ils piratent le réseau Wi-Fi de leurs voisins et survivent en pliant des boîtes à pizza cartonnées, payées à la pièce.
Un jour, ils reçoivent la visite d’un étudiant qui demande à Ki-woo, son ami, de le remplacer pour donner des cours privés d'anglais à une jeune fille, Da-hye : il est amoureux de celle-ci et ne fait pas confiance aux autres étudiants. Ki-jung, douée pour les arts, fabrique un faux diplôme de l'université Yonsei pour Ki-woo, qui va se présenter au superbe domicile des parents de la jeune fille. Vite accepté, il séduit rapidement la fille et met en confiance la mère, Mme Park, une femme au foyer un peu naïve. Comme celle-ci voit des chefs-d’œuvre (à la Basquiat) dans les gribouillages de son fils Da-song, un petit garçon très instable depuis le jour où il a vu un « fantôme » sortir de la cave, Ki-woo la persuade d'embaucher comme professeur de dessin sa sœur Ki-jung, qu'il présente comme Jessica, une art-thérapeute très recherchée formée aux États-Unis.

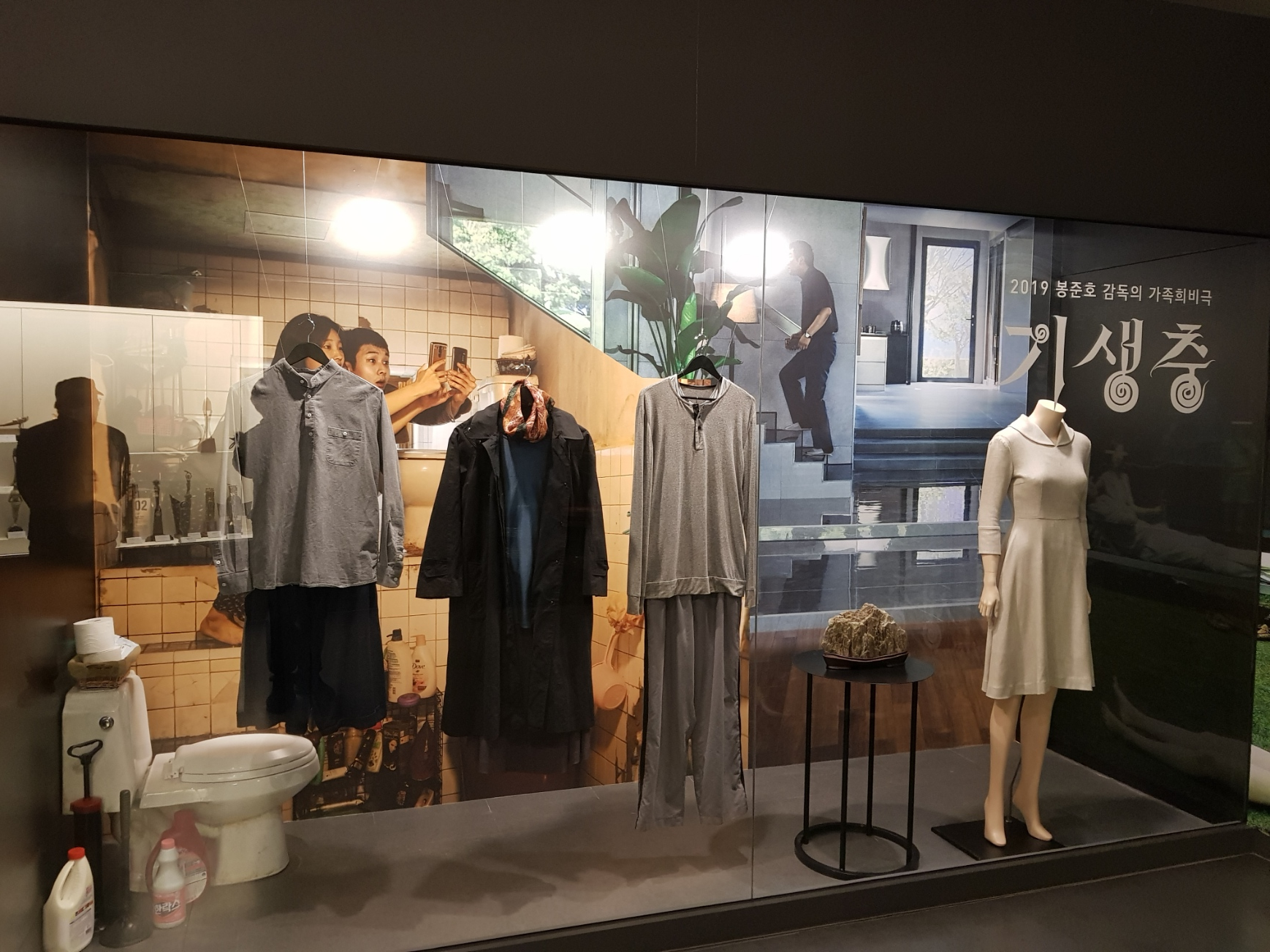
Costumes et accessoires du film.

Ki-jung s'impose tout aussi rapidement dans la maison. Reconduite un soir au métro par le chauffeur de M. Park, qui tente vainement de la séduire, elle ôte discrètement sa culotte et la dépose sur le sol de la voiture. Son plan réussit : M. Park, découvrant le sous-vêtement, renvoie son chauffeur pour avoir « franchi la ligne » en couchant avec une femme sur le siège où lui-même est transporté. Ki-jung parle alors à M. Park d'un excellent chauffeur qu'elle a connu autrefois, un peu âgé mais distingué : c'est en réalité son père, embauché à son tour.
Enfin c'est la mère, Chung-sook, qui, sur la recommandation de Ki-taek, entre elle-même dans la maison à la place de la gouvernante de la maison, lorsque les trois acolytes manipulent Mme Park en lui faisant croire que cette dame, allergique à la peau de pêche, est tuberculeuse et ne doit plus être mise en contact avec des enfants.
Dès lors, les deux familles vivent partiellement sous le même toit et les Kim profitent de leurs salaires. À l'occasion d'une sortie de la famille Park pour un week-end de camping pour l'anniversaire de Da-song, les quatre employés profitent de la maison vide. Ils se saoulent dans le salon, regardant l'orage par la grande baie vitrée, quand survient l'ancienne gouvernante, qui se rend dans la cave sous un prétexte : elle cherche en réalité à accéder au bunker souterrain pour apporter de la nourriture à son mari, qu'elle y héberge en secret depuis plusieurs années pour fuir des créanciers réclamant de l'argent qu'il a perdu dans une affaire dans laquelle Ki-taek même était impliqué. Après une altercation, l'ancienne gouvernante manque d'envoyer une vidéo révélant la parenté des nouveaux employés, mais les Kim reprennent le dessus et elle est finalement enfermée dans le bunker avec son mari, gravement blessée.
Peu après, à cause de l'orage, la famille Park revient inopinément à la maison. Chung-sook les accueille tandis que son mari et ses enfants se cachent comme ils le peuvent. Ils finissent par passer une partie de la nuit sous la table basse du séjour, juste devant M. et Mme Park qui couchent sur le canapé, surveillant leur fils qui s'est installé sous une tente indienne dans le jardin tout en tenant des propos déplaisants sur l'« odeur » de leurs serviteurs. Parvenant finalement à s'échapper sous une très forte averse, ils arrivent dans leur appartement entièrement inondé par les égouts et finissent la nuit dans un gymnase, ayant récupéré quelques objets de valeur affective.
Le lendemain, Mme Park décide d'organiser, pour l'anniversaire de son fils, une grande réception à laquelle elle invite de manière impromptue un grand nombre d'amis. Ki-taek doit participer à une fausse bataille d'Indiens dont le jeune fils de M. Park triomphera, ce qui l'humilie. Pendant ce temps, Geun-sae, le mari de l'ancienne gouvernante, écrasé de douleur par la mort de sa femme poussée dans l'escalier par Chung-sook, attaque Ki-woo qui était descendu au bunker. Geun-sae, déterminé à se venger, blesse grièvement le jeune homme à la tête, laissant celui-ci inanimé au sol, puis il s'empare d'un couteau de cuisine et sort dans le jardin familial, où il poignarde Ki-jung à mort et blesse de nombreux convives au hasard avant d'être lui-même tué d'un coup de broche par Chung-sook. Da-song, le fils des Park, s'évanouit lorsqu'il reconnait le « fantôme » qu'il avait vu autrefois et qui n'était autre que le mari de l'ex-gouvernante. Dans la confusion générale, M. Park veut fuir pour emmener son fils inconscient à l'hôpital, ignorant la blessure grave de Ki-jung, et cherchant à ramasser les clés de la voiture tombées par terre au moment de la rixe entre Geun-sae et Chung-sook en se bouchant le nez. Devant cet ultime geste de mépris, Ki-taek saisit le couteau, poignarde M. Park et disparaît sans laisser de trace.
Un mois plus tard, Ki-woo sort de l'hôpital. Malgré les chefs d'inculpation, il n'est condamné qu'à une peine de prison avec sursis comme sa mère. En observant l'ancienne maison des Park depuis une colline, il se rend compte qu'une lumière clignote ; se rappelant que le mari de la gouvernante utilisait une commande électrique pour communiquer par morse avec le fils Park, il comprend que son père est caché lui-même dans le bunker et utilise ce procédé pour lui envoyer un message à tout hasard. Ki-woo rédige lui-même une lettre pour son père ; il y explique qu'il est décidé à obtenir une bonne situation pour devenir riche et racheter la maison, imaginant le jour de l'emménagement où son père pourra enfin sortir du bunker.

## Fiche technique
Sauf indication contraire, les informations mentionnées dans cette section peuvent être confirmées par la base de données cinématographiques IMDb,  présente dans la section « Liens externes ».
- Titre original : 기생충, Gisaengchung
- Titre international : Parasite
- Réalisation : Bong Joon-ho

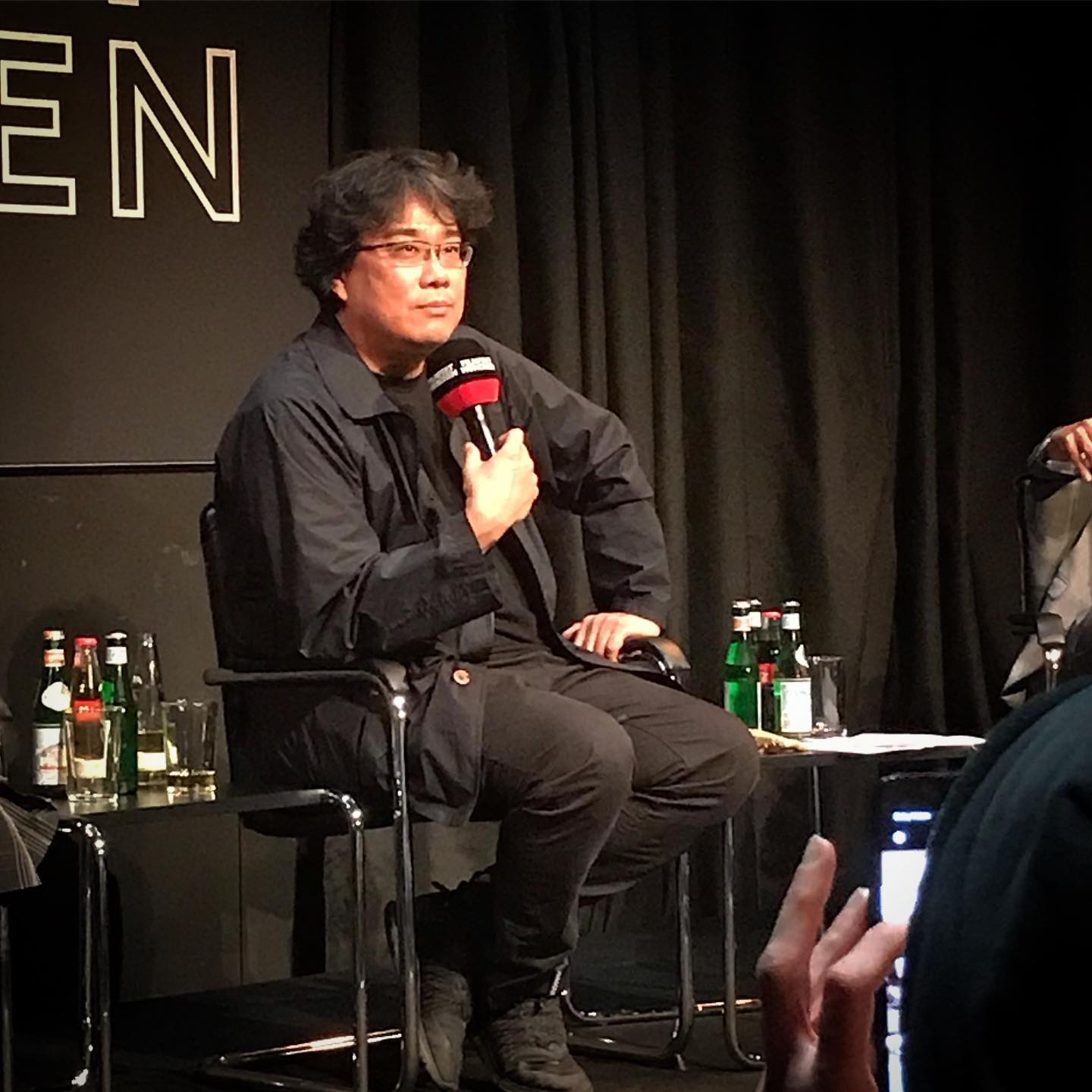
Bong Joon-ho lors de la présentation du film au festival de Munich en juillet 2019.

- Scénario : Bong Joon-ho et Han Jin-won
- Musique : Jung Jae-il
- Direction artistique : Lim Se-jin	et Mo So-ra
- Décors : Lee Ha-jun
- Costumes : Choi Se-yeon
- Photographie : Hong Kyung-pyo
- Son : Choi Tae-young
- Montage : Yang Jin-mo
- Production : Jang Yeong-hwan et Kwak Sin-ae
- Sociétés de production : Barunson E&A, en coproduction avec CJ Entertainment
- Sociétés de distribution : CJ Entertainment (Corée du Sud) ; The Jokers (France) ; Filmcoopi (Suisse) ; Neon (États-Unis)
- Budget : 11,8 millions de dollars[4]
- Pays de production :  Corée du Sud
- Langue originale : coréen (partiellement en anglais)
- Format : couleur (version alternative en noir et blanc) - 2,39:1 - cinéma numérique - Dolby Atmos
- Genres : thriller, comédie noire
- Durée : 132 minutes
- Dates de sortie :
  - France : 21 mai 2019 (Festival de Cannes 2019) ; 5 juin 2019 (sortie nationale) ; 19 février 2020 (version en noir et blanc)[5]
  - Corée du Sud : 30 mai 2019
  - Suisse romande : 19 juin 2019
- Classification :
  - France : avertissement (des scènes, des propos ou des images peuvent heurter la sensibilité des spectateurs)

## Distribution
Famille Kim
- Song Kang-ho (VF : Loïc Houdré) : Ki-taek, le père
- Jang Hye-jin (VF : Aurélie Fournier) : Chung-sook, la mère
- Choi Woo-shik (VF : Théo Frilet) : Ki-woo, le fils
- Park So-dam (VF : Kelly Marot) : Ki-jung, la fille

Famille Park
- Lee Sun-kyun (VF : Thierry Ragueneau) : Dong-ik, le père
- Cho Yeo-jeong (VF : Garance Thénault) : Yeon-gyo, la mère
- Jung Ziso (VF : Clara Quilichini) : Da-hye, la fille
- Jung Hyeon-jun (VF : Ethan Waku) : Da-song, le fils

Autres personnages
- Lee Jung-eun (VF : Marie-Madeleine Burguet-Le Doze) : Moon-gwang, la gouvernante des Park
- Park Myeong-hoon (VF : Yann Guillemot) : Geun-sae, son mari
- Park Geun-Rok (VF : Pascal Grull) : Yoon, le chauffeur
- Jung Yi-seo (VF : Valérie Bachère) : la directrice de la pizzeria
- Park Seo-joon (VF : Gauthier Battoue) : Min-hyuk, l'ami de Ki-woo

Version française
- Studio de doublage : Lylo Média
- Direction artistique : Charlotte Correa et Laurence Stevenne
- Adaptation :  Héloïse Chouraki et Junie Terrier

Source et légende : version française (VF) sur Allodoublage

## Production

### Développement
L'idée de Parasite naît en 2013. Alors qu'il travaille sur Snowpiercer : Le Transperceneige, Bong Joon-ho est encouragé par un ami acteur de théâtre à écrire une pièce. Il envisage alors de transformer son expérience de tuteur du fils d'une riche famille de Séoul lorsqu'il avait vingt ans en une production scénique. Le titre du film, Parasite, est choisi par Bong Joon-ho pour son double sens, qu'il a dû convaincre le groupe marketing du film d'utiliser. Pour le réalisateur, « comme l'histoire parle d'une famille pauvre qui s'infiltre et se glisse dans la maison des riches, il semble évident que Parasite fait référence à la famille pauvre, et je pense que c'est pour cela que l'équipe marketing était un peu hésitante. Mais si vous regardez d'un autre côté, vous pouvez dire que la famille riche, ce sont aussi des parasites en termes de travail. Ils ne peuvent même pas faire la vaisselle, ils ne peuvent pas conduire eux-mêmes, alors ils exploitent le travail de la famille pauvre. Donc les deux sont des parasites »,.

### Écriture du scénario
Après avoir terminé Snowpiercer, Bong Joon-ho rédige un traitement de quinze pages pour la première moitié de Parasite. Son assistant de production sur Snowpiercer, Han Jin-won, le transforme en trois versions différentes du scénario. Après avoir terminé Okja, Bong Joon-ho reprend le projet et termine le scénario. Han Jin-won est crédité en tant que coscénariste.
Selon Bong Joon-ho, une des influences de Parasite est le film coréen « gothique » de 1960, La Servante, dans lequel la stabilité d'une famille de la classe moyenne est menacée par l'arrivée d'un intrus perturbateur en la personne d'une aide ménagère. L'incident de Christine et Léa Papin — deux femmes de chambre qui ont assassiné leurs employeurs dans les années 1930 en France — sert également de source d'inspiration à Bong Joon-ho. Le réalisateur s'est aussi inspiré de son propre passé, et notamment de la période où il donnait des cours particuliers à une famille riche. Il déclare avoir eu « l'impression d'infiltrer la vie privée de parfaits inconnus. Chaque semaine, je me rendais chez eux, et je me disais que ce serait amusant si je pouvais faire en sorte que tous mes amis s'infiltrent un par un dans leur maison »,. L'allergie aux pêches du personnage de Moon-gwang lui est quant à elle inspirée par l'un de ses amis d'université, comme il l'a confirmé dans un Reddit AMA.

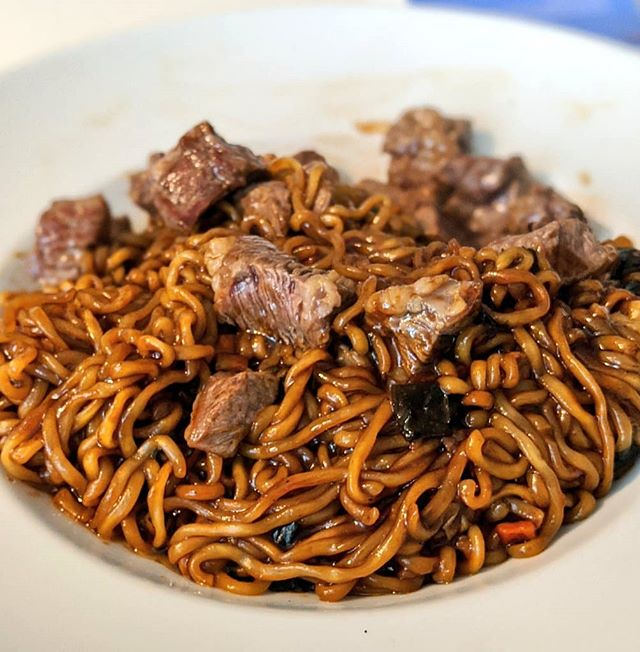
Jjapaguri (ram-don) avec du bœuf, tel que présenté dans Parasite.

Les sous-titres anglais sont réalisés par Darcy Paquet, un américain résidant en Corée du Sud, qui travaille directement avec Bong Joon-ho. Pour traduire Jjapaguri, aussi connu sous le nom de Chapaguri, un plat cuisiné par un personnage du film, il crée l'expression ram-don, ce qui signifie rāmen-udon. Il s'agit d'un mélange des nouilles instantanées Chapagetti et Neoguri, produites par l'entreprise agroalimentaire sud-coréenne Nongshim. La version anglaise de Parasite montre des emballages étiquetés en anglais ramyeon et udon pour montrer aux anglophones comment le nom a été créé. Darcy Paquet pense que le mot ram-don n'existait pas auparavant, n'ayant trouvé aucun résultat en le recherchant sur Google. Dans une scène du film, Darcy Paquet utilise l'Université d'Oxford comme référence au lieu de l'Université nationale de Séoul, et dans une autre, il utilise WhatsApp comme application de messagerie au lieu de KakaoTalk. Darcy Paquet explique avoir choisi Oxford plutôt que Harvard en raison de l'affinité de Bong Joon-ho pour le Royaume-Uni, mais aussi parce qu'il pensait que l'utilisation de Harvard serait « un choix trop évident »,. Selon le traducteur, « pour que l'humour fonctionne, les gens doivent le comprendre immédiatement. Or, avec un mot qui n'est pas familier, l'humour est perdu »,.

### Attribution des rôles
En janvier 2018, malgré son annonce non encore officielle, Bong Joon-ho confirme, avec l’accord de la société de production Barunson E&A, la présence de son acteur fétiche Song Kang-ho ainsi que de Lee Sun-kyun, Cho Yeo-jeong et Park So-dam. Quelques jours après, le réalisateur embauche le jeune acteur Choi Woo-shik qui a précédemment joué dans Okja (옥자).

### Tournage

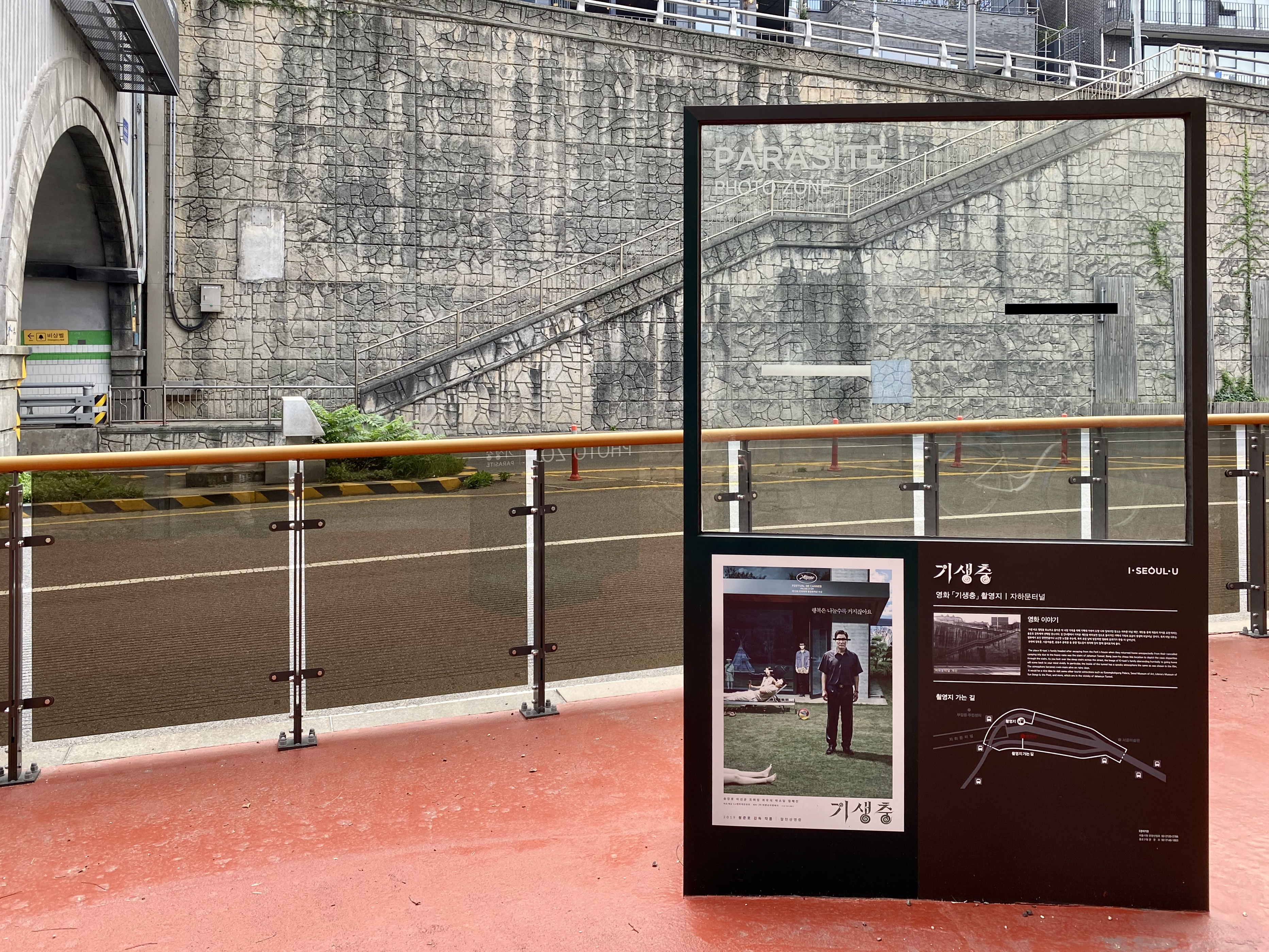
Un lieu de tournage de Parasite au tunnel Jahamun à Séoul.

Le tournage de Parasite débute le 18 mai 2018 à l'Aqua Studio de Goyang,, et s'achève 124 jours plus tard, le 19 septembre 2018. Le tournage se déroule autour de Séoul et à Jeonju. Le directeur de la photographie du film est Hong Kyung-pyo.

#### La maison des Park
La maison des Park est un décor construit de façon inhabituelle. Le rez-de-chaussée et le jardin sont construits sur un terrain extérieur vide, tandis que le sous-sol et le premier étage sont construits sur le plateau. « Nous avons construit le rez-de-chaussée de la maison dans un backlot et pour l'étage, nous avons utilisé un écran vert à l'extérieur », explique le monteur Yang Jin-mo. « Lorsque nous avons tourné vers l'extérieur depuis l'intérieur, tout ce qui se trouvait au-delà du jardin était entièrement en VFX », ajoute le monteur.
Bong Joon-ho conçoit la configuration de la maison des Park dès l'écriture du scénario. Selon le cinéaste, la maison est « comme son propre univers à l'intérieur du film. Chaque personnage et chaque équipe ont des espaces qu'ils s'approprient et qu'ils peuvent infiltrer, et aussi des espaces secrets qu'ils ne connaissent pas »,. Dans le film, l'architecte fictif Namgoong Hyeonja est présenté comme le concepteur de la maison et son précédent propriétaire avant les Park. Le chef décorateur Lee Ha-jun a donc dû envisager la fonction et la forme de la maison en se basant sur la façon dont Namgoong Hyeonja l'aurait conçue. La maison des Park est conçue et construite pour être non seulement une belle maison, mais aussi « une scène qui répond aux besoins précis de la caméra, des compositions et des personnages, tout en incarnant les thématiques riches du film »,.
Pour Lee Ha-jun, « comme la maison de M. Park est construite par un architecte dans l'histoire, il n'a pas été facile de trouver la bonne approche pour concevoir la maison… Je ne suis pas architecte, et je pense qu'il y a une différence entre la façon dont un architecte envisage un espace et celle d'un chef décorateur. Nous donnons la priorité au positionnement des personnages et aux angles de caméra, tandis que les architectes construisent des espaces pour que les gens puissent y vivre, et donc les conçoivent en fonction des personnes. Je pense donc que l'approche est très différente »,. Par exemple, Lee Ha-jun a réalisé que Namgoong Hyeonja aurait utilisé le salon du premier étage pour apprécier le jardin. Le salon est donc construit avec une grande fenêtre et seulement des sièges spartiates pour apprécier la vue. Certaines des œuvres d'art intérieures présentes dans les décors de la maison ont été réalisées par l'artiste sud-coréenne Seung-mo Park. Certaines œuvres étaient déjà existantes tandis que d'autres ont été créées pour le film. La conception de la maison et de ses intérieurs vise à rendre le décor propice au tournage au format 2,35:1, en privilégiant des pièces larges et profondes plutôt que des pièces hautes.

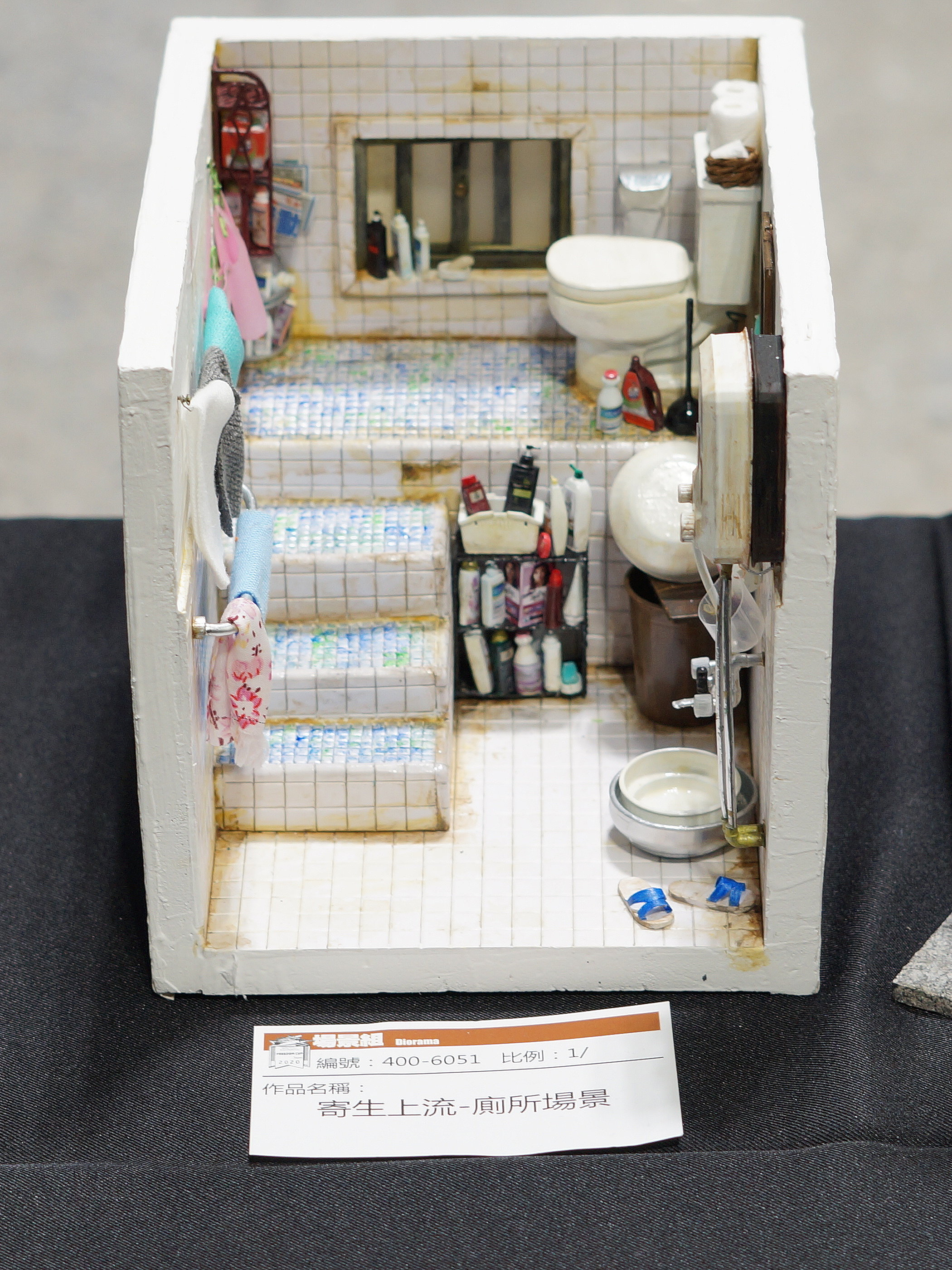
Maquette de la salle de bain de l'appartement des Kim.

Le soleil est un facteur important lors de la construction du décor extérieur. Selon le chef décorateur Lee Ha-jun, « nous devions nous souvenir de la position du soleil pendant la période souhaitée et déterminer la position et la taille des fenêtres en conséquence. En ce qui concerne l'éclairage pratique, le directeur de la photographie Hong Kyung-pyo avait des demandes spécifiques concernant la couleur. Il voulait un éclairage indirect sophistiqué et un éclairage chaud au tungstène. Avant de construire le plateau, le directeur de la photographie et moi avons visité le terrain plusieurs fois pour vérifier à chaque fois le mouvement du soleil, et nous avons décidé ensemble de l'emplacement du plateau »,.

#### Appartement des Kim
L'appartement au sous-sol des Kim et sa rue adjacente sont également construits sur le plateau, notamment pour pouvoir filmer les scènes d'inondation. Lee Ha-jun visite et photographie plusieurs villes et villages abandonnés en Corée du Sud, dont la démolition est prévue, et s'en inspire pour concevoir le décor. Il crée également des histoires pour les voisins des Kim et ajoute des détails sur ces riverains pour améliorer l'authenticité de la rue.

### Montage
Selon le monteur Yang Jin-mo, Bong Joon-ho a choisi de tourner le film d'une manière non traditionnelle. Pour disposer de davantage d'options de montage avec un nombre limité de plans, ils assemblent parfois différentes prises d'un même plan. Yang Jin-mo monte le film à l'aide du logiciel Final Cut Pro 7, un programme qui n'a pas été mis à jour depuis 2011.
La sortie et le montage principaux du film sont réalisés pour une sortie en couleur. Une version en noir et blanc du film est produite avant la première mondiale au festival de Cannes. Elle est présentée pour la première fois le 26 janvier 2020 au Festival international du film de Rotterdam, puis est ensuite rediffusée du 29 au 31 janvier. Elle bénéficie également d'une sortie limitée dans certains pays.

### Musique
Singles
1. Soju One Glass
Sortie : 30 mai 2019

La bande originale du film est réalisée par le compositeur sud-coréen Jung Jae-il, également à l'origine de la musique d'Okja de Bong Joon-ho en 2017. La musique de Jung Jae-il pour Parasite se compose de « morceaux de piano minimalistes, ponctués de percussions légères », qui installent « l'atmosphère tendue » du film. Des extraits de l'opéra Rodelinda de Haendel et la chanson italienne In ginocchio da te (1964) de Gianni Morandi figurent aussi dans le film.
La chanson du générique de fin Soju han jan (coréen : 소주 한 잔, litt. un verre de soju) est écrite par Bong Joon-ho et est interprétée par Choi Woo-shik, qui joue également le personnage principal Ki-woo. Elle est présentée en anglais comme Soju One Glass [sic] dans les versions numériques internationales de la bande originale. Lorsque la chanson figure sur la liste des chansons présélectionnées en décembre 2019 pour la 92e cérémonie des Oscars dans la catégorie de la meilleure chanson originale, elle est affichée sous un titre anglais grammaticalement correct, A Glass of Soju.
Les titres anglais des partitions énumérées ci-dessous sont tels qu'ils sont affichés sur la quatrième de couverture de l'album et dans les versions numériques internationales de la bande sonore,. La romanisation des noms et des substantifs utilisés est légèrement différente de celle que l'on voit dans les sous-titres anglais officiels traduits par Darcy Paquet,.
La bande originale sort chez Sacred Bones Records en vinyle en janvier 2020 et est coéditée par Waxwork Records sur une variante de couleur différente du vinyle.
| Liste des morceaux | Liste des morceaux                          | Liste des morceaux                              | Liste des morceaux | Liste des morceaux | Liste des morceaux | Liste des morceaux | Liste des morceaux | Liste des morceaux | Liste des morceaux |
| No                 | Titre                                       | Traduction                                      | Durée              |                    |                    |                    |                    |                    |                    |
| ------------------ | ------------------------------------------- | ----------------------------------------------- | ------------------ | ------------------ | ------------------ | ------------------ | ------------------ | ------------------ | ------------------ |
| 1.                 | Opening (시작)                              | Début                                           | 2:07               |                    |                    |                    |                    |                    |                    |
| 2.                 | Conciliation I (첫번째 알선)                | Première conciliation                           | 1:04               |                    |                    |                    |                    |                    |                    |
| 3.                 | On the Way to Rich House (부잣집 가는 길)   | En route vers la maison de la famille riche     | 0:55               |                    |                    |                    |                    |                    |                    |
| 4.                 | Conciliation II (두번째 알선)               | Seconde conciliation                            | 1:10               |                    |                    |                    |                    |                    |                    |
| 5.                 | Plum Juice (매실청)                         | Maesilcheong                                    | 0:55               |                    |                    |                    |                    |                    |                    |
| 6.                 | Mr. Yoon and Park (윤기사와 박사장)         | Chauffeur Yoon et président Park                | 1:51               |                    |                    |                    |                    |                    |                    |
| 7.                 | Conciliation III (세번째 알선)              | Troisième conciliation                          | 1:17               |                    |                    |                    |                    |                    |                    |
| 8.                 | The Belt of Faith (믿음의 벨트)             | Chaîne de confiance                             | 7:13               |                    |                    |                    |                    |                    |                    |
| 9.                 | Moon Gwang Left (떠나는 문광)               | Départ de Moon-gwang                            | 0:56               |                    |                    |                    |                    |                    |                    |
| 10.                | Camping (야영)                              |                                                 | 3:05               |                    |                    |                    |                    |                    |                    |
| 11.                | The Hellgate (지옥의 문)                    | La porte de l'enfer                             | 1:15               |                    |                    |                    |                    |                    |                    |
| 12.                | Heartrending Story of Bubu (부부의 사연)    | Histoire d'un couple marié                      | 1:35               |                    |                    |                    |                    |                    |                    |
| 13.                | Zappaguri (짜파구리)                        | Jjapaguri                                       | 1:47               |                    |                    |                    |                    |                    |                    |
| 14.                | Ghost (유령)                                | Fantôme                                         | 2:00               |                    |                    |                    |                    |                    |                    |
| 15.                | The Family is Busy (첫번째 동분서주)        | Première agitation                              | 1:09               |                    |                    |                    |                    |                    |                    |
| 16.                | Busy to Survive (두번째 동분서주)           | Deuxième agitation                              | 1:53               |                    |                    |                    |                    |                    |                    |
| 17.                | The Frontal Lobe of Ki Taek (기택의 전두엽) | Le lobe frontal de Ki Taek                      | 2:42               |                    |                    |                    |                    |                    |                    |
| 18.                | Water, Ocean (물바다)                       | Inondation                                      | 4:41               |                    |                    |                    |                    |                    |                    |
| 19.                | Water, Ocean Again (또 물바다)              | Inondation à nouveau                            | 1:36               |                    |                    |                    |                    |                    |                    |
| 20.                | It Is Sunday Morning (일요일 아침)          | Dimanche matin                                  | 4:03               |                    |                    |                    |                    |                    |                    |
| 21.                | Blood and Sword (피와 칼)                   | Sang et couteau                                 | 3:02               |                    |                    |                    |                    |                    |                    |
| 22.                | Yasan (야산)                                | Colline                                         | 1:15               |                    |                    |                    |                    |                    |                    |
| 23.                | Moving (이사)                               | Se déplacer                                     | 1:44               |                    |                    |                    |                    |                    |                    |
| 24.                | Ending (끝)                                 | Fin                                             | 0:53               |                    |                    |                    |                    |                    |                    |
| 25.                | Soju One Glass (소주 한 잔)                 | Un verre de soju ; interprété par Choi Woo-shik | 3:20               |                    |                    |                    |                    |                    |                    |
| 52:14              |                                             |                                                 |                    |                    |                    |                    |                    |                    |                    |

## Sortie

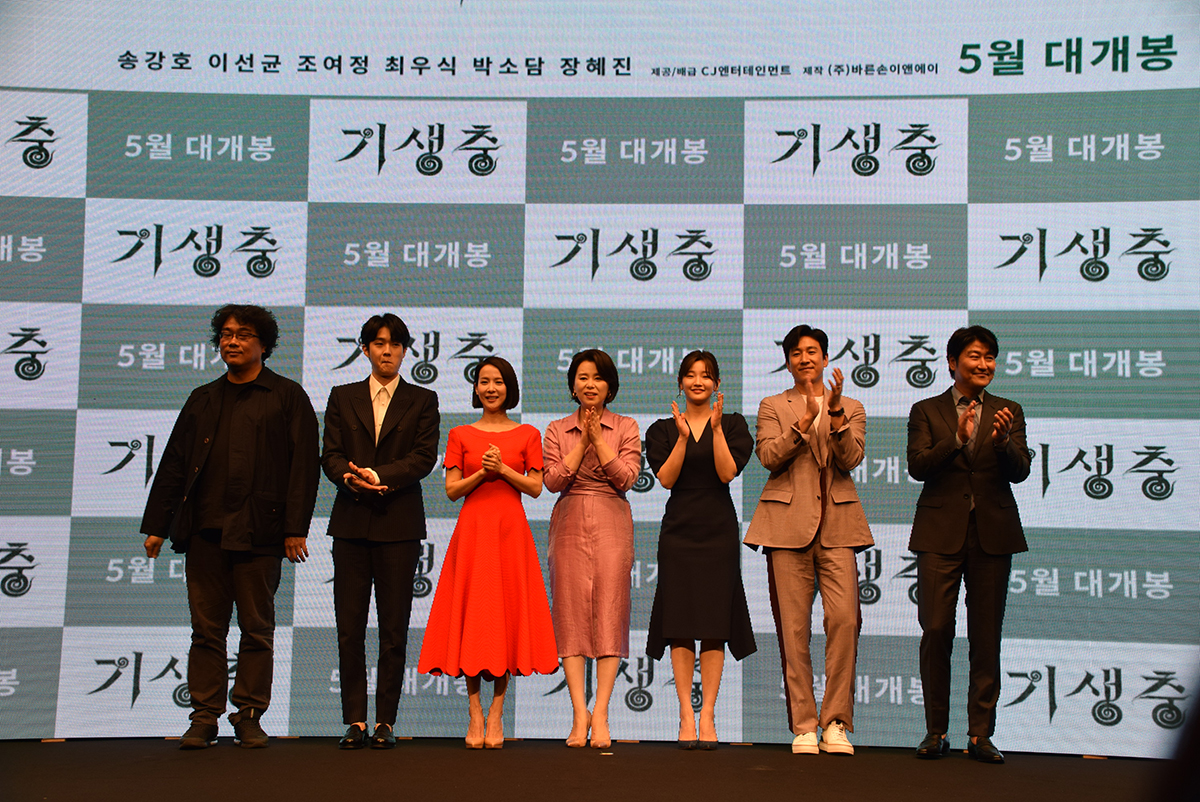
Le réalisateur et les acteurs lors d'une présentation de Parasite en avril 2019. De gauche à droite : Bong Joon-ho, Choi Woo-shik, Cho Yeo-jeong, Lee Jung-eun, Park So-dam, Lee Sun-kyun et Song Kang-ho.

### Sortie au cinéma
La société de distribution Neon acquiert les droits américains et canadiens de Parasite lors de l'American Film Market (en) de 2018,. Les droits du film sont aussi prévendus aux territoires germanophones (Koch Films), francophones (The Jokers) et japonais (Bitters End). Le film est présenté en première mondiale au Festival de Cannes 2019 le 21 mai 2019, puis sort en Corée du Sud le 30 mai 2019,.
Parasite sort en Australie et en Nouvelle-Zélande via la société de distribution Madman Films le 27 juin 2019. Le film sort ensuite aux États-Unis et au Canada le 11 octobre 2019. Le film devait initialement être projeté en tant que film de clôture du FIRST International Film Festival Xining en Chine le 28 juillet 2019, mais le 27 juillet, les organisateurs du festival du film annoncent l'annulation de la projection pour des « raisons techniques ».
À Cannes, la société de distribution Curzon Artificial Eye obtient les droits de distribution de Parasite pour le Royaume-Uni et l'Irlande. Des projections en avant-première du film ont lieu le 3 février 2020 dans les cinémas du pays, avec une interview de Bong Joon-ho partagée en direct par satellite. Le film connaît ensuite une sortie nationale le 7 février.
À la suite de la reconnaissance du film aux Oscars, Neon étend le nombre de cinémas projetant Parasite aux États-Unis de 1 060 à 2 001 à partir du week-end du 14 février 2020, malgré sa sortie en DVD. Un remaster spécial IMAX est projeté dans un nombre limité de cinémas nord-américains pendant la semaine du 21 février 2020.

### Édition vidéo
Au mois de décembre 2019, Parasite a généré des recettes nettes de 90 millions de dollars, issues des ventes de DVD et Blu-Ray, des ventes des droits du film à la télévision et des ventes à l'international.
Le 28 janvier 2020, Parasite sort en Blu-ray dans la région A et en DVD dans la région 1 chez Neon, avec une distribution de Universal Pictures Home Entertainment. Le 13 février 2020, il est annoncé que le film va être publié en DVD chez The Criterion Collection,. Le 15 juillet 2020, The Criterion Collection annonce sa date de sortie le 27 octobre 2020, incluant la version en noir et blanc, très attendue.
Le 24 février 2020, le service de streaming par abonnement Hulu annonce avoir obtenu les droits exclusifs de diffusion du film aux États-Unis, à partir du 8 avril 2020. En outre, Amazon Prime Video commence à diffuser le film en dehors des États-Unis le 28 mars 2020.
Au Royaume-Uni, Parasite est le film en langue étrangère le plus vendu en 2020 sur les supports physiques de vidéo à domicile.
En France, Parasite sort en DVD et Blu-ray le 4 décembre 2019, édité par The Jokers. Le Blu-ray Ultra HD, proposé dans un packaging steelbook, sort le 28 février 2020. Le coffret, limité à 2 500 exemplaires, contient le storyboard intégral du film, dessiné et annoté par Bong Joon-ho, ainsi qu'un bonus de 4 h contenant un documentaire sur la fabrication de Parasite avec interviews des acteurs, des producteurs et de Bong Joon-ho lui-même.

### Version en noir et blanc
Dès la fin de l'année 2019, Bong Joon-ho annonce travailler sur une version en noir et blanc du film. La conversion en noir et blanc de Parasite est supervisée par le réalisateur Bong Joon-ho et le directeur de la photographie Hong Kyung-pyo.
Cette version monochrome du film, intitulée Parasite: Black-and-White Edition, est présentée en première mondiale au Festival international du film de Rotterdam en janvier 2020 et sort dans les cinémas de certaines villes des États-Unis le même mois.
Parasite: Black-and-White Edition sort le 24 juillet 2020 au Royaume-Uni et en Irlande via la société de distribution Curzon Artificial Eye dans les cinémas et simultanément en vidéo à la demande. Il sort le 27 octobre 2020 aux États-Unis et au Canada, distribué par The Criterion Collection en DVD et Blu-ray Disc, dans le cadre de leur réédition en édition spéciale.
Peu après la cérémonie des Oscars, les distributeurs français annoncent la ressortie du film en salles dans cette nouvelle version noir et blanc. Elle a lieu en France le 19 février 2020 ; le film est présenté en France sous le titre Parasite, the Black & White Version.

## Accueil

### Accueil critique

#### Dans le monde anglophone
Sur l'agrégateur de critiques Rotten Tomatoes, Parasite détient un taux d'approbation de 99% sur la base de 471 critiques, avec une note moyenne de 9,4⁄10. Le consensus critique du site est le suivant : « une vision urgente et brillamment structurée de thèmes sociaux d'actualité, qui témoigne de la maîtrise totale du scénariste et réalisateur Bong Joon-ho »,. Sur Metacritic, 52 avis compilés de critiques sont jugés positifs, donnant au film une note moyenne pondérée de 97 sur 100, ce qui indique une « acclamation universelle ». Sur le même site, Parasite est classé comme le meilleur film de 2019, et se classe au 7e rang des films les mieux notés de la décennie. Au 15 juin 2022, il est le 39e film le mieux noté de tous les temps sur le site.
Dans un article du New York Times, le critique A. O. Scott décrit le film comme « follement divertissant, le type de film intelligent, généreux et esthétiquement stimulant qui fait tomber les distinctions dépassées entre les films d'auteur et les films de divertissement »,. Bilge Ebiri, du magazine Vulture, qualifie Parasite d'« œuvre qui est elle-même en état de transformation constante et mouvementée, un chef-d'œuvre angoissant dont le charme persiste longtemps après la vision de son image finale, obsédante »,. Dans sa critique, Dave Calhoun de Time Out loue le commentaire social du film, auquel il attribue cinq étoiles, et qu'il qualifie de « surprenant et totalement captivant du début à la fin, rempli de grands chocs et de petites merveilles »,. Jessica Kiang, de Variety, décrit le film comme « une virée sauvage, sauvage », écrivant que « Bong Joon-ho est de retour et en grande forme, mais il est incontestablement furieux, une rage communicative car sa cible est si légitime, énorme et actuelle : Parasite est en ce sens une tique, gonflée du sang âpre de la colère sociale »,. Joshua Rivera, de GQ, fait une critique élogieuse du film et déclare qu'il pourrait être l'un des meilleurs films de 2019.
Michael Wood, écrivant pour la London Review of Books, estime que le thème de la conscience de classe est cohérent avec celui de Snowpiercer : Le Transperceneige, autre film de Bong Joon-ho. Il déclare ainsi que « le thème de l'ascension sociale, ou des inégalités sociales en tant que décor, pourrait difficilement être plus évident, mais nous commençons à comprendre l'idée du film : ne pas éviter les stéréotypes mais continuer à s'y heurter »,. Le site web britannique TheShiznit accorde à Parasite la note A, notant qu'« on se demande quel est le point d'inflexion d'un tel comportement dans une culture où les bonnes manières et la servitude sont inculquées à ceux qui ne peuvent pas se permettre de ne pas les avoir »,. A. A. Dowd, de The A.V. Club, accorde au film la note A-, louant ses rebondissements amusants et surprenants.
Dans un sondage réalisé par IndieWire auprès de plus de 300 critiques, Parasite se classe en première position dans les catégories meilleur film, meilleur réalisateur, meilleur scénario et meilleur film étranger de l'année. Il figure également sur plus de 240 listes des dix meilleurs de l'année réalisés par des critiques, dont 77 qui le placent en première position.

#### En France
En France, le site Allociné propose une note moyenne de 4,8⁄5 à partir de l'interprétation de 36 critiques de presse.
Jacques Morice, de Télérama, affirme le 22 mai 2019, pendant le festival de Cannes, qu'« entre film d'horreur, farce populaire terrifiante et manifeste libertaire, [Bong Joon-ho] revient à Cannes avec un prétendant sérieux pour la Palme d'or ». Son confrère du même magazine Yannick Vely donne cinq étoiles au film : « […] [un] chef-d'œuvre. […] [Bong Joon-ho] passe de la comédie sociale à la comédie noire, de la comédie noire au film d’horreur, du film d’horreur au film catastrophe, avec une maîtrise et une fluidité incroyables et des scènes vouées à devenir cultes ».
L'Express assure que le « réalisateur revient à une veine beaucoup plus intimiste, avec une forte dose de suspense ». Mathieu Macheret du Monde remarque que le réalisateur « ne s’est jamais montré plus mordant, détonnant, incisif qu’à domicile, dans une Corée […]. C’est précisément de cela que parle Parasite, ne laissant à ce titre aucun doute sur le fait que Bong Joon-ho n’est pas seulement un styliste virtuose, mais un véritable cinéaste politique ».

### Box-office

#### Dans le monde
Parasite rapporte 71,4 millions de dollars en Corée du Sud, 53,4 millions de dollars aux États-Unis et au Canada, et 133,9 millions de dollars dans le reste du monde, pour un total mondial de 258,7 millions de dollars,. Il établit un nouveau record pour Bong Joon-ho, devenant le premier de ses films à dépasser les 100 millions de dollars dans le monde. Selon Deadline, le bénéfice net du film s'élève à 46,2 millions de dollars.
En Corée du Sud, son pays d'origine, Parasite rapporte 20,7 millions de dollars américains lors de son week-end d'ouverture. Il clôt son parcours au box-office avec 72,2 millions de dollars américains et plus de 10 millions d'entrées, soit environ un cinquième de la population du pays, et se classe parmi les cinq plus gros succès de l'année,.
Lors de son week-end d'ouverture aux États-Unis, Parasite réalise 376 264 dollars dans trois salles. Sa moyenne par salle, de 125 421 dollars, est la meilleure depuis celle de La La Land en 2016, et la meilleure de tous les temps pour un film non américain. Le film s'étend à 33 salles lors de son deuxième week-end et réalise 1,24 million de dollars, puis s'étend à 129 salles lors de son troisième et engrange 1,8 million de dollars. Parasite engrange 2,5 millions de dollars lors de son quatrième week-end et 2,6 millions de dollars lors de son cinquième. Le nombre initial de salles de cinéma projetant le film atteint un sommet lors de son sixième week-end d'exploitation, avec 620 salles, week-end où il génère 1,9 million de dollars. Il continue ainsi à se maintenir pendant les week-ends suivants, avec 1,3 million de dollars et 1 million de dollars,.
Lors de sa dixième semaine d'exploitation, Parasite franchit la barre des 20 millions de dollars (ce qui est rare pour un film non américain), en réalisant 632 500 dollars dans 306 salles. Pendant le week-end des Oscars, le film réalise 1,5 million de dollars dans 1 060 salles, pour un total cumulé de 35,5 millions de dollars. Après le doublement des séances décidé par Neon dans la semaine qui suit la remise des Oscars, le film engrange 5,5 millions de dollars de recettes aux États-Unis et au Canada, en faisant un des gagnants de l'Oscar du meilleur film à connaître la plus forte hausse de ses recettes à la suite de sa victoire depuis Slumdog Millionaire en 2009,.
Le 5 février, Parasite devient le premier film coréen depuis près de 15 ans à dépasser le million de spectateurs au Japon. Au Royaume-Uni, il bat le record du meilleur week-end d'ouverture pour un film non anglophone, avec 1,4 million de livres sterling (1,8 million de dollars), avant-premières comprises, sur 135 écrans au cours de son premier week-end. En Australie, il rapporte plus de 1,9 million de dollars. Le week-end suivant sa victoire aux Oscars, Parasite réalise 12,8 millions de dollars dans 43 pays, ce qui fait grimper ses recettes mondiales à plus de 200 millions de dollars.
Après son succès aux Oscars, Parasite fait l'objet d'une importante rediffusion, ce qui génère des recettes supplémentaires considérables. Selon l'Associated Press, le film connaît le plus grand « effet Oscar » depuis 2001, après la victoire de Gladiator à l'Oscar du meilleur film. Les recettes au box-office de Parasite augmentent de plus de 230 % par rapport à la semaine précédente, rapportant 2,15 millions de dollars en une seule journée. Il se classe également à la première place au Japon, devenant le premier film coréen à y parvenir en 15 ans. La Motion Picture Distributors Association of Australia indique que des billets de cinéma pour un montant de 749 000 dollars sont vendus en un seul week-end, et que le film réintègre le top 10 du box-office local plus de six mois après sa sortie dans les salles australiennes. Parasite remonte également à la quatrième place du box-office sud-coréen en attirant plus de 80 000 spectateurs,.

#### En France
Parasite sort le 5 juin 2019 en France, onze jours après avoir été récompensé de la Palme d'or à Cannes. Il est diffusé par l'association de deux distributeurs spécialisés dans les films art et essai, Les Bookmakers et The Jokers, dans 179 salles, sur une exploitation exclusivement en version originale sous-titrée. Sur cette première semaine complète d'exploitation, Parasite affiche 376 842 spectateurs, et une moyenne par salle de 2 000 spectateurs,.
Ce large succès permet au film d'étendre sa distribution et l'excellente critique du public l'aide à d'entretenir une très bonne carrière en salles : le film franchit les 500 000 entrées en dix jours, et dépasse les 678 049 entrées de Snowpiercer au cours de sa troisième semaine d'exploitation, en faisant le plus grand succès coréen de tous les temps en France. À l'occasion de la Fête du cinéma à la fin juin, Parasite franchit après un mois d'exploitation la barre symbolique du million d'entrées.
Parasite continue à se maintenir dans les salles durant tout l'été et les distributeurs mettent en chantier une version doublée en français du film, qui est proposée en salles dès le 31 juillet. Le film franchit la barre du million et demi d'entrées durant sa onzième semaine d'exploitation en salles, avant de finir sur un cumul à 1 700 046 entrées le 12 novembre 2019, après vingt-trois semaines d'exploitation.
En début d'année 2020, Parasite profite de diverses ressorties, notamment le 12 février à la suite de son triomphe aux Oscars. Cette ressortie coïncide avec la sortie de la version en noir et blanc déjà prévue pour le 19 février. La carrière cinématographique de Parasite s'arrête le 14 mars 2020 à 1 914 377 entrées, à la fermeture des salles en France en raison de la pandémie de Covid-19.

### Distinctions

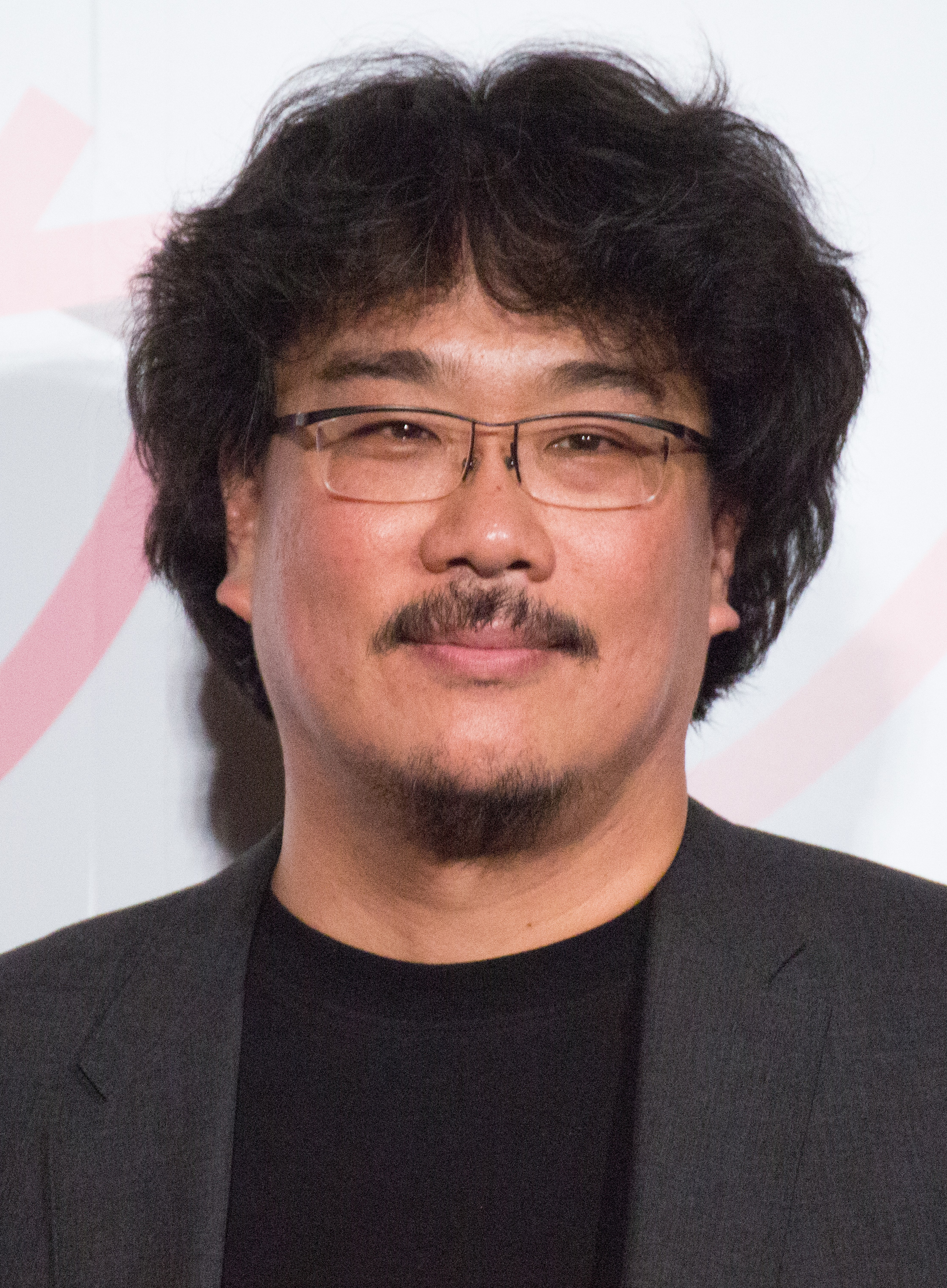
Bong Joon-ho (ici en 2017) remporte en 2020 l'Oscar du meilleur réalisateur.

Cette section récapitule les principales récompenses et nominations obtenues par le film. Pour une liste exhaustive, se référer à l'Internet Movie Database.
Parasite est sélectionné en compétition et projeté le 21 mai 2019 au festival de Cannes, où le réalisateur est ovationné par 2 300 spectateurs pendant huit minutes dans la salle du Grand Théâtre Lumière. Parasite devient l'un des films les plus appréciés de la compétition,,.
Parasite remporte la Palme d'or au Festival de Cannes 2019 à l'unanimité du jury, présidé par Alejandro González Iñárritu. Il devient le premier film sud-coréen gagner la Palme d'Or, ainsi que le premier film à la remporter à l'unanimité du jury depuis La Vie d'Adèle au Festival de Cannes 2013,.
Lors des 77e Golden Globe Awards, le film est nommé pour trois prix, dont ceux de la meilleure réalisation et du meilleur scénario, et remporte le prix du meilleur film en langue étrangère. Bong Joon-ho devient alors le premier cinéaste sud-coréen à être nommé au Golden Globe de la meilleure réalisation.
Parasite devient le deuxième film non américain à être nommé pour le Screen Actors Guild Award de la meilleure distribution depuis La Vie est belle (La vita è bella, 1997), catégorie qu'il remporte, en faisant le premier film non américain à remporter ce prix,. Parasite est également nommé pour quatre prix lors de la 73e cérémonie des British Academy Film Awards : meilleur film, meilleure réalisation, meilleur scénario original et meilleur film en langue étrangère, ce qui en fait le premier film sud-coréen à être nommé dans une catégorie autre que celle du meilleur film en langue étrangère. Parasite remporte finalement les prix du meilleur scénario original et du meilleur film en langue étrangère,.
Parasite est soumis en tant que candidat sud-coréen au prix du meilleur film international pour la 92e cérémonie des Oscars, et est retenu dans la liste des finalistes en décembre,,. Il remporte quatre prix : meilleur film, meilleur réalisateur, meilleur scénario original et meilleur film international. Les quatre prix que remporte Bong Joon-ho la même soirée en font le premier réalisateur à égaler un record que Walt Disney détenait depuis 1954. Parasite devient quant à lui le premier film non anglophone de l'histoire des Oscars du cinéma à remporter le prix du meilleur film. C'est aussi le premier film sud-coréen à être nommé pour l'Oscar du meilleur film et le deuxième d'Asie de l'Est depuis Tigre et Dragon (Wò Hǔ Cáng Lóng, 2000). Bong Joon-ho devient quant à lui la quatrième personne asiatique à recevoir une nomination pour l'Oscar du meilleur réalisateur, et la deuxième à remporter le prix après Ang Lee. Parasite est aussi nommé dans les catégories meilleur montage et meilleurs décors,,. Parasite est le deuxième film à avoir remporté à la fois l'Oscar du meilleur film et la Palme d'or au Festival de Cannes en soixante-cinq ans, depuis Marty (1955), et le troisième si l'on inclut Le Poison (The Lost Weekend, 1945), qui avait remporté la plus haute récompense du festival lorsqu'elle était appelée « Grand Prix du Festival international du Film ».
Pendant son discours de remerciement aux Oscars, Bong Joon-ho marque une pause pour remercier Martin Scorsese, un réalisateur également nommé pour l'Oscar du meilleur réalisateur, auquel il reconnaît une importance majeure dans l'histoire du cinéma, provoquant des applaudissements spontanés du public en hommage à Scorsese pendant le discours. Le lendemain, Scorsese envoie au réalisateur une lettre de félicitations personnelle dont Bong Joon-ho fait état lors d'une intervention au Film at Lincoln Center. Il déclare alors ne pas pouvoir partager l'intégralité de la lettre de Scorsese en raison de sa nature personnelle, mais en partage cependant la conclusion. Selon Bong Joon-ho, Scorsese lui aurait écrit : « Tu as bien travaillé. Maintenant, repose-toi. Mais ne te repose pas trop longtemps ». Scorsese aurait ensuite conclu sa lettre en affirmant que « lui et d'autres réalisateurs attendent mon prochain film ».
Selon l'Associated Press, en dépit du manque de reconnaissance des femmes cinéastes dans les nominations aux précédentes cérémonies des Oscars, l'Academy of Motion Picture Arts and Sciences a cette fois-ci tenu compte de la diversité. Le Wall Street Journal déclare également que le film semble promettre des « Oscars plus inclusifs » réclamés par ceux qui ont critiqué par le passé l'AMPAS. Selon l'Associated Press, la victoire d'un film étranger aux Oscars dans une catégorie classique de l'Académie permet à Hollywood de connaître un changement radical et un autre type de progrès. Ainsi, un sceptique s'inquiétait du fait que si « Parasite remporte l'Oscar du meilleur film international, il ne gagnera probablement pas d'autres prix importants », et les Oscars lui ont donné tort. « L'académie a donné le meilleur film au vrai meilleur film », écrit Justin Chang pour le Los Angeles Times, qui ajoute que l'organisme de récompenses cinématographiques a été « surpris […] de reconnaître que le cinéma d'aucun pays n'a le monopole de la grandeur »,.
Lors de la 56e édition des Grand Bell Awards, Parasite totalise 11 nominations et 5 récompenses, en faisant le film le plus récompensé de la cérémonie. Il remporte les prix du meilleur film, du meilleur réalisateur (pour Bong Joon-ho), du meilleur second rôle féminin (pour Lee Jung-eun), du meilleur scénario (pour Bong Joon Ho et Han Jin-Won) et de la meilleure musique (pour Jung Jae-il).
En 2021, la Writers Guild of America classe le scénario de Parasite comme le quatrième meilleur scénario du XXIe siècle à ce jour.

#### Récompenses
| Année | Cérémonie ou récompense          | Prix                                  | Lauréat(es)                 |
| ----- | -------------------------------- | ------------------------------------- | --------------------------- |
| 2019  | Festival de Cannes               | Palme d'or                            | Bong Joon-ho                |
| 2020  | National Society of Film Critics | Meilleur film                         |                             |
| 2020  | National Society of Film Critics | Meilleur scénario                     | Bong Joon-ho et Han Jin-won |
| 2020  | Golden Globes                    | Meilleur film en langue étrangère     |                             |
| 2020  | Critics' Choice Movie Awards     | Meilleure réalisation                 | Bong Joon-ho                |
| 2020  | Critics' Choice Movie Awards     | Meilleur film en langue étrangère     |                             |
| 2020  | Screen Actors Guild Awards       | Meilleure distribution                |                             |
| 2020  | Writers Guild of America Awards  | Meilleur scénario original            | Bong Joon-ho et Han Jin-won |
| 2020  | BAFTA Awards                     | Meilleur scénario original            | Bong Joon-ho et Han Jin-won |
| 2020  | BAFTA Awards                     | Meilleur film en langue étrangère     |                             |
| 2020  | Oscars du cinéma                 | Meilleur film                         |                             |
| 2020  | Oscars du cinéma                 | Meilleur film international           |                             |
| 2020  | Oscars du cinéma                 | Meilleur réalisateur                  | Bong Joon-ho                |
| 2020  | Oscars du cinéma                 | Meilleur scénario original            | Bong Joon-ho et Han Jin-won |
| 2020  | César du cinéma                  | Meilleur film étranger                |                             |
| 2020  | Prix David di Donatello          | Meilleur film étranger                |                             |
| 2020  | Grand Bell Awards                | Meilleur film                         |                             |
| 2020  | Grand Bell Awards                | Meilleur réalisateur                  | Bong Joon-ho                |
| 2020  | Grand Bell Awards                | Meilleure actrice dans un second rôle | Lee Jung-eun                |
| 2020  | Grand Bell Awards                | Meilleur scénario                     | Bong Joon-ho et Han Jin-won |
| 2020  | Grand Bell Awards                | Meilleure musique                     | Jung Jae-il                 |
| 2021  | Saturn Awards                    | Meilleur film international           |                             |

#### Nominations
| Année | Cérémonie ou récompense          | Prix                                | Lauréat(es)                 |
| ----- | -------------------------------- | ----------------------------------- | --------------------------- |
| 2020  | National Society of Film Critics | Meilleur réalisateur                | Bong Joon-ho                |
| 2020  | National Society of Film Critics | Meilleur acteur dans un second rôle | Song Kang-ho                |
| 2020  | Golden Globes                    | Meilleure réalisation               | Bong Joon-ho                |
| 2020  | Golden Globes                    | Meilleur scénario                   | Bong Joon-ho et Han Jin-won |
| 2020  | Critics' Choice Movie Awards     | Meilleur film                       |                             |
| 2020  | Critics' Choice Movie Awards     | Meilleure distribution              |                             |
| 2020  | Critics' Choice Movie Awards     | Meilleur scénario original          | Bong Joon-ho et Han Jin-won |
| 2020  | Critics' Choice Movie Awards     | Meilleure direction artistique      | Lee Ha-jun                  |
| 2020  | Critics' Choice Movie Awards     | Meilleur montage                    | Yang Jin-mo                 |
| 2020  | Satellite Awards                 | Meilleure réalisation               | Bong Joon-ho                |
| 2020  | Satellite Awards                 | Meilleur scénario original          | Bong Joon-ho et Han Jin-won |
| 2020  | Satellite Awards                 | Meilleur film en langue étrangère   |                             |
| 2020  | BAFTA Awards                     | Meilleur film                       |                             |
| 2020  | BAFTA Awards                     | Meilleure réalisation               | Bong Joon-ho                |
| 2020  | Oscars du cinéma                 | Meilleur montage                    | Yang Jin-mo                 |
| 2020  | Oscars du cinéma                 | Meilleurs décors                    | Lee Ha-jun et Cho Won-woo   |
| 2020  | Grand Bell Awards                | Meilleur acteur                     | Song Kang-ho                |
| 2020  | Grand Bell Awards                | Meilleur acteur dans un second rôle | Park Myeong-hoon            |
| 2020  | Grand Bell Awards                | Meilleure photographie              | Hong Kyung-pyo              |
| 2020  | Grand Bell Awards                | Meilleur montage                    | Yang Jin-mo                 |
| 2020  | Grand Bell Awards                | Meilleur éclairage                  | Kim Chang-ho                |
| 2020  | Grand Bell Awards                | Meilleure direction artistique      | Lee Ha-jun                  |
| 2021  | Saturn Awards                    | Meilleur scénario                   | Bong Joon-ho et Han Jin-won |
| 2021  | Saturn Awards                    | Meilleur montage                    | Yang Jin-mo                 |
| 2021  | Saturn Awards                    | Meilleure musique                   | Jung Jae-il                 |

## Analyse
Les principaux thèmes de Parasite sont la lutte des classes, l'inégalité sociale et les inégalités de revenu,,. Les critiques de cinéma et Bong Joon-ho lui-même estiment que le film est le reflet d'un capitalisme tardif, et certains lui associent le terme Hell Joseon (coréen : 헬조선), une expression satirique qui avance que vivre en enfer reviendrait à vivre dans la Corée du Sud moderne. Ce terme résulte du taux de chômage élevé chez les jeunes, des fortes demandes de poursuite d'études supérieures, de la crise des prix des logements et de l'écart socio-économique croissant entre les riches et les pauvres,,. Dans Coronavirus Capitalism Goes to the Cinema, Eugene Nulman écrit que l'étymologie du mot « parasite » désigne à l'origine « la personne qui mange à la table d'une autre personne », ce qui est présenté dans l'une des scènes du film. Nulman note également le lien entre les parasites et la citation du philosophe allemand Karl Marx :

« Le capitaliste […] n'est que le capital personnifié. Son âme est l'âme du capital. Mais le capital n'a qu'une seule force motrice, celle de se valoriser, de créer de la plus-value, de faire en sorte que sa partie intégrante, les moyens de production, absorbe la plus grande quantité possible de travail excédentaire. Le capital est un travail mort qui, à la manière d'un vampire, ne vit qu'en suçant le travail vivant, et vit d'autant plus qu'il suce plus de travail »,

Le film analyse également l'utilisation des relations et des diplômes pour progresser, tant pour les familles riches que pour les familles pauvres. Certains affirment que le discours du film sur les classes sociales est lié au concept d'habitus de Pierre Bourdieu.
Bong Joon-ho présente Parasite comme un film d'escaliers (stairway movie), dans lequel les escaliers sont utilisés comme un motif pour représenter la position des familles dans les maisons des Kim et des Park, ainsi que dans le bunker en sous-sol. Le type d'appartement en sous-sol dans lequel vivent les Kim est fréquemment occupé par les résidents les plus pauvres de Séoul en raison de son loyer moins élevé, malgré son insalubrité. Ces logements sont aussi plus fréquemment affectés par les inondations dues à la mousson, comme celle présentée dans le film. Le film présente les classes sociales en termes spatiaux qui renvoient à une hiérarchie, selon Nulman.
Selon Bong Joon-ho, la fin du film suggère que Ki-woo ne pourra pas gagner suffisamment d'argent pour acheter la maison. Ainsi, le dernier plan montre Ki-woo toujours dans l'appartement au sous-sol, et rappelle la première scène. Le cinéaste décrit ce plan comme un surefire kill (확인사살), un coup de grâce qui assure la mort. La chanson du générique de fin évoque Ki-woo travaillant pour gagner de l'argent afin d'obtenir la maison. Choi Woo-shik estime qu'il faudrait environ 564 ans à Ki-woo pour gagner assez d'argent et acheter la maison. Néanmoins, l'acteur reste optimiste quant au sort du personnage : « Je suis sûr que Ki-woo est l'un de ces enfants brillants. Il aura une idée, et il ira dans la maison de la famille allemande, et je pense qu'il sauvera son père »,. Cependant, selon de nombreuses interprétations, cette scène s'inscrit dans une volonté de s'accrocher à un rêve qui a peu de chances d'être réalisé,,. De plus, « il n'aborde pas le problème fondamental en question. Même dans ce scénario de fiction, Ki-taek serait toujours retenu dans la maison par un système juridique qui chercherait à le poursuivre et à l'emprisonner. Les forces qui ont créé et maintenu la séparation de la famille Kim ne seraient pas défaites, mais simplement adaptées »,.
Les critiques se penchent également sur les thèmes du colonialisme et de l'impérialisme. Selon Park Ju-Hyun, le film se déroule au sein de « l'ordre économique capitaliste inauguré et conservé en Corée par l'occupation coloniale », et l'utilisation de la langue anglaise dans le film reflète le prestige du capitalisme occidental au sein de ce système économique. Le fils de la famille Park, Da-song, est obsédé par les « Indiens » et possède des jouets sur le thème des Amérindiens et des répliques non authentiques,,. Eugene Nulman fait le lien entre la famille Park « indigène » et les envahisseurs, à savoir les Kim qui apportent avec eux des parasites mortels contre lesquels les indigènes ne sont pas immunisés. Nulman fait référence à la théorie des miasmes, selon laquelle les indigènes pouvaient attraper des maladies simplement en sentant l'air nocif transporté par les colons espagnols. Bong Joon-ho remarque que « les Amérindiens ont une histoire très compliquée, longue et profonde. Mais dans cette famille, cette histoire est réduite au passe-temps et à la décoration d'un jeune garçon… C'est ce qui se passe à notre époque : le contexte et la signification derrière ces choses réelles n'existent qu'en surface »,.
Certains critiques notent l'importance de la solidarité de la classe ouvrière telle qu'elle est présentée dans le film. Les problèmes dans lesquels se trouvent les Kim sont le résultat d'un manque de solidarité de classe avec l'autre famille pauvre, Geun-sae et Moon-gwang. Au point culminant du film, M. Kim prend conscience de son identité de classe lorsque M. Park est dégoûté par l'odeur de Geun-sae. D'autres critiques estiment que Parasite révèle les malheurs de victimes pauvres d'un monde indifférent, malheurs transformés en libération par l'effet comique du massacre de masse.

## Postérité

### Série dérivée
Une mini-série dérivée HBO de six heures basée sur le film, dont Bong Joon-ho et Adam McKay sont les producteurs délégués, est annoncée en début de développement en janvier 2020. Bong Joon-ho indique qu'elle s'intitulera également Parasite et qu'elle explorera des histoires « qui se déroulent entre les séquences du film »,,. En février 2020, une rumeur annonce Mark Ruffalo dans le rôle principal, tandis que la présence au casting de Tilda Swinton est confirmée,,.

### Projets de sites touristiques
Un gouvernement local sud-coréen (la ville de Goyang) prévoit de restaurer le plateau du Goyang Aqua Special Shooting Studio, un lieu de tournage du film Parasite, et de l'utiliser comme installation touristique consacrée à l'expérience du film. En outre, la ville de Goyang annonce investir 150 millions de dollars dans le développement du complexe culturel cinématographique dans la ville d'ici 2026, afin d'accueillir des installations de tourisme cinématographique, des studios intérieurs supplémentaires, des installations de production de décors extérieurs, des centres de contenu vidéo intercoréens et des entreprises de recherche et de développement d'images,,. Toutefois, des critiques sont formulées à l'encontre de la commercialisation de zones connues pour leur pauvreté en Corée du Sud en tant que destinations touristiques sans que des mesures concrètes soient prises pour résoudre les problèmes en question,.

### Tourisme urbain
L'Organisation du tourisme de Séoul est critiquée par le parti d'opposition sud-coréen et par les habitants de Séoul pour avoir introduit un circuit touristique présentant les lieux de tournage et l'intrigue de Parasite. Le Parti de la justice affirme que le film est devenu célèbre en raison de la reconnaissance universelle des inégalités dans le monde, et considère que le développement d'une attraction touristique basée sur le film à Séoul revient à exploiter davantage la pauvreté. Les habitants des lieux de tournage de Parasite se seraient plaints d'un sentiment de gêne et d'inconfort dû à l'augmentation du nombre de touristes visitant leur quartier et prenant des photos de leur voisinage, leur donnant l'impression d'être des « singes dans un zoo ». En réponse, le gouvernement local de Séoul annonce que les fonds publics seraient alloués en priorité aux quelque 1 500 familles à faibles revenus vivant dans les logements en sous-sol présentés dans le film.

### Alimentation
Des personnes commencent à poster des vidéos sur la façon de faire du jjapaguri (appelé ram[en]-[u]don dans les sous-titres anglais du film) sur YouTube après la distribution du film. Nongshim, la société qui fabrique le Chapagetti et le Neoguri, commence également à distribuer un produit singulier Chapaguri en raison de la popularité de la combinaison tirée du film.